# Potts Glacier
Potts Glacier är en glaciär i Antarktis. Den ligger i Östantarktis. Nya Zeeland gör anspråk på området. Potts Glacier ligger 425 meter över havet.
Terrängen runt Potts Glacier är varierad. Trakten är obefolkad. Det finns inga samhällen i närheten.